# 郭子涵
郭子涵（1996年—），中华人民共和国政治人物、全国脱贫攻坚先进个人。

## 生平
郭子涵是晋城一中2014届校友。其父親郭建平曾是山西兰花集团莒山煤矿一名干部。2017年，他出任山西省陵川县附城镇台北村担任第一书记兼驻村工作队队长。2019年8月2日，郭建平在工作岗位上去世。郭子涵申请回到父亲生前的岗位上，並於2019年9月2日出任陵川县附城镇台北村第一书记，她還擔任陵川县人力资源和社会保障局工伤保险所科员。因在脱贫攻坚战中作出突出贡献，2021年2月25日全国脱贫攻坚总结表彰大会上，郭子涵被授予“全国脱贫攻坚先进个人”。她還獲得了全国三八红旗手、中国青年五四奖章等稱號。後來當選中国共产党山西省第十二次代表大会代表、主席团成员。